# Пунгерт
Пунгерт (словен. Pungert) — поселення в общині Лошкий Поток, регіон Південно-Східна Словенія, Словенія. Висота над рівнем моря: 598,3 м.